# 同和
一般名詞としての同和（どうわ）は「人々が和合すること（和衷協同）」を意味する。同和火災・同和鉱業・同和興業・同和警備などの同和の名称を名乗る企業名はこの意味に由来する。

## 歴史的用語としての同和
1. 「大正」からの改元にあたり「昭和」の元号が決定する際、候補として最後まで残ったのが「同和」であった。
2. 日本の人権問題において、部落差別解消のための運動の事である。この意味の「同和」は「同胞融和（どうほうゆうわ）」の略語で、戦前は「融和」（→融和運動）と略される事が多かったが、戦後は「同和」と略されるようになった。一般人と部落民との結婚を同和結婚、部落解放促進のための教育を同和教育、部落の環境改善のための事業を同和対策事業、その際に指定された地区を同和地区という。この用語の由来である「同胞融和」という概念が天皇制・皇室崇拝に通じるとの立場から、「いわゆる同和」との意味合いでカギカッコをつけて「同和」と表記する場合もある。